# Museo provinciale campano di Capua
Il Museo provinciale campano di Capua (noto anche come Museo campano) è un museo storico e archeologico dell'antica Campania e di Terra di Lavoro. La sezione archeologica ospita al suo interno la più importante collezione mondiale di Matres Matutae, provenienti dall'area dell'antica Capua, e una cospicua parte dei reperti archeologici del Fondo Patturelli, oltre che di numerosi reperti pre romani. È inoltre presente un grande lapidario oggi intitolato a Theodor Mommsen per il suo fondamentale contributo alla sua istituzione. La sezione medievale raccoglie invece importanti testimonianze sacre e laiche di Capua tra le quali i resti della più volte demolita Porta di Capua mentre la pinacoteca raccoglie opere di Bartolomeo Vivarini, Cristoforo Scacco, Giacinto Brandi, Giuseppe Marullo e soprattutto la più corposa collezione di opere di Francesco Liani.
È di proprietà dell'ente Provincia di Caserta.

## Storia
Istituito con Decreto Reale il 21 agosto del 1869 sotto l'impulso del canonico Gabriele Iannelli, archeologo e intellettuale in contatto con Theodor Mommsen, fu aperto al pubblico il 31 maggio 1874, con sede nel centro storico di Capua nel quattrocentesco Palazzo Antignano, in seguito ampliata fino a comprendere il settecentesco ex monastero della Concezione.
Nel 1933 si ritenne opportuno un riordinamento delle numerose collezioni presenti all'interno di esso curato da Amedeo Maiuri, essendo esse fino ad allora confusamente esposte senza alcuna particolare distinzione tra reperti classici e medievali .
Il 9 settembre 1943, in piena seconda guerra mondiale, gli alleati anglo-americani bombardarono la città che riportò gravissimi danni ad abitazioni e monumenti, alcuni dei quali furono rasi al suolo. La stessa sede museale di Palazzo Antignano subì alcuni danni alla struttura; la gran parte delle opere trovò scampo grazie ad una preventiva rimozione, che però non coinvolse alcuni reperti che furono danneggiati o perduti per sempre. Andarono così distrutte opere come la vasta collezione di affreschi sanniti, di cui oggi se ne può ammirare solo un frammento, gran parte degli stucchi e parte dei mosaici ed affreschi provenienti dall'area del tempio di Diana di Sant'Angelo in Formis, nonché sculture romane di pregio come crateri decorati e materiale lapideo. Notevoli furono pure le perdite al materiale proveniente dal tempio del Fondo Patturelli, in quanto furono distrutte alcune statuette votive ed elementi architettonici del tempio. Anche le statue delle madri di Capua non furono risparmiate delle bombe e alcune di esse furono investite dal crollo di un muro.
Dal 1945 si procedette ai lavori di ricostruzione che portarono alla riapertura del museo nel 1956.
Dopo la riapertura furono risistemate le sale e il museo fu riorganizzato in due reparti, quello archeologico e quello medievale, organizzati in 32 sale, due cortili ed un giardino. Fu inoltre istitutita la biblioteca di Terra di Lavoro nella quale sono custoditi circa 70.000 volumi, mentre furono sistemate nel museo alcune statue moderne di Raffaele Uccella.
Nel 2009 il museo fu nuovamente chiuso per lavori di ammodernamento e riqualificazione funzionale. Il 28 marzo 2012, alla presenza del Presidente della Repubblica Giorgio Napolitano il Museo Campano, completamente riqualificato, ha riaperto le sue porte ai visitatori.

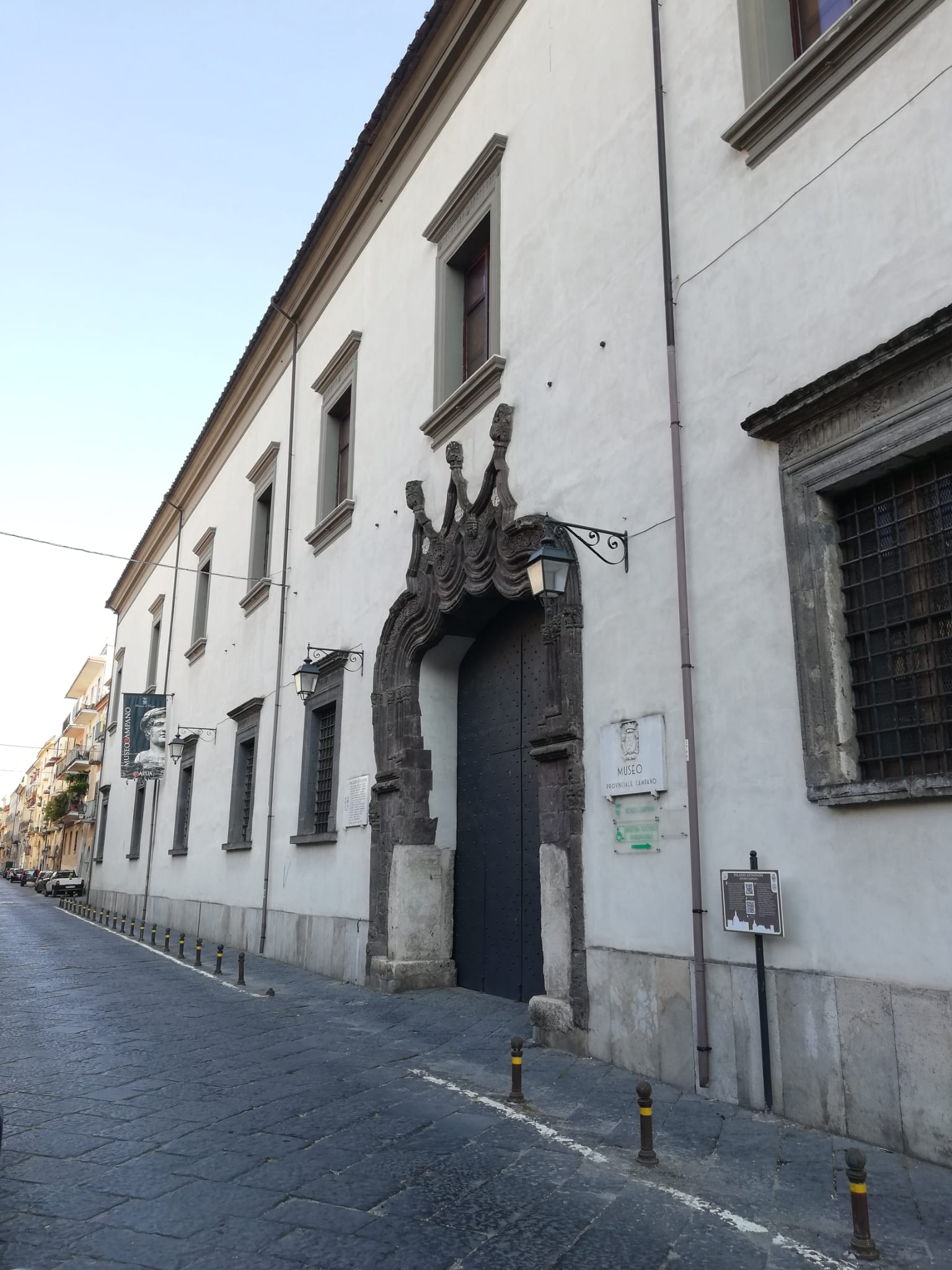
La facciata di Palazzo Antignano in Via Roma

## Palazzo Antignano
Gli Antignano furono importante famiglia campana nel XV secolo, in auge presso Alfonso I. Tra essi spiccò all'epoca la figura di Francesco, che decise di ricostruire ed ampliare il palazzo gentilizio di Capua: gli conferì un aspetto tardo gotico, ornandolo con un monumentale portale d'ingresso (sul quale è presente anche lo stemma di un'altra importante famiglia del Regno di Napoli, i D'Alagno) e un'imponente scalinata, entrambi di ispirazione catalano-moresca, mentre le finestre sono in stile rinascimentale. La ristrutturazione inglobò anche la chiesa longobarda di San Lorenzo ad Crucem, della quale sono visibili ancora alcuni elementi architettonici presso l'arco che scavalca Via Duomo. Nei secoli successivi il palazzo divenne di proprietà dei Di Capua duchi di San Cipriano mentre nei primi anni del XIX secolo ospitò gli uffici amministrativi della neonata Provincia di Terra di Lavoro fino alla sua individuazione da parte di Gabriele Iannelli come opportuna sede per il nascituro museo.

## Elenco delle sale

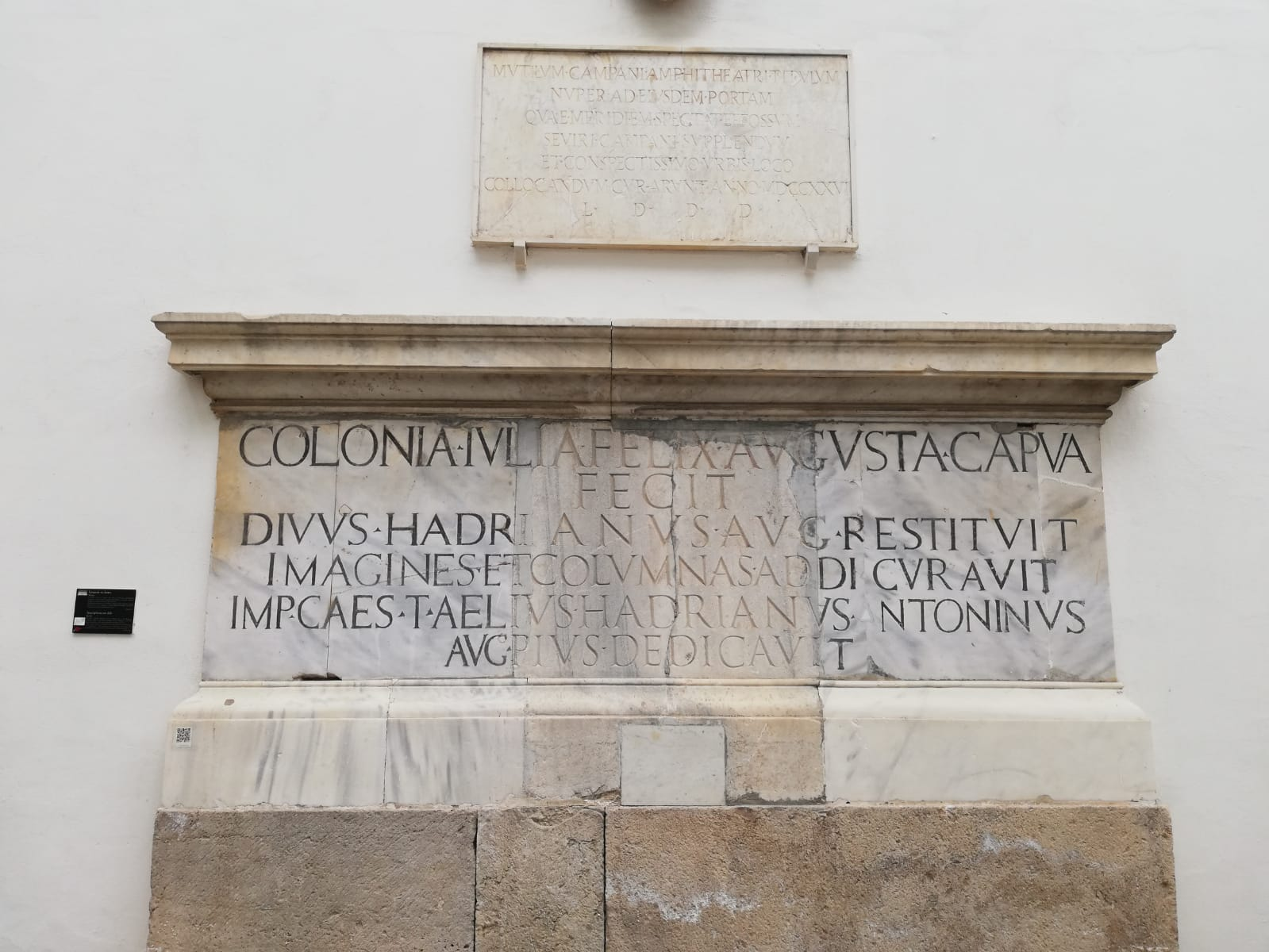
L'epigrafe integrata da Alessio Simmaco Mazzocchi

### Stele, lapidi e sarcofagi
- 1° CORTILE - stele funerarie di età romana repubblicana ed imperiale, capitelli e rilievi, disposti lungo le pareti, tra cui spicca la chiave di volta di un arco dell'Anfiteatro Campano con la protome del dio Volturno.
- SALA I - ospita il lapidario, con una ricca raccolta di epigrafi provenienti dal territorio della Campania Felix, catalogate e pubblicate da Theodor Mommsen nel X volume del Corpus Inscriptionum Latinarum.
- 2° CORTILE e SALA II - sono esposte ancora stele funerarie e l'epigrafe dedicatoria della colonia di Capua (Julia Felix) all'imperatore Adriano, per ricordare il restauro dell'Anfiteatro Campano promosso dallo stesso. L'epigrafe, rinvenuta nel 1726, conserva tutt'oggi la storica integrazione proposta da Alessio Simmaco Mazzocchi nel 1727.
- SALE III e IV - sarcofagi di epoca imperiale e tardoantica.

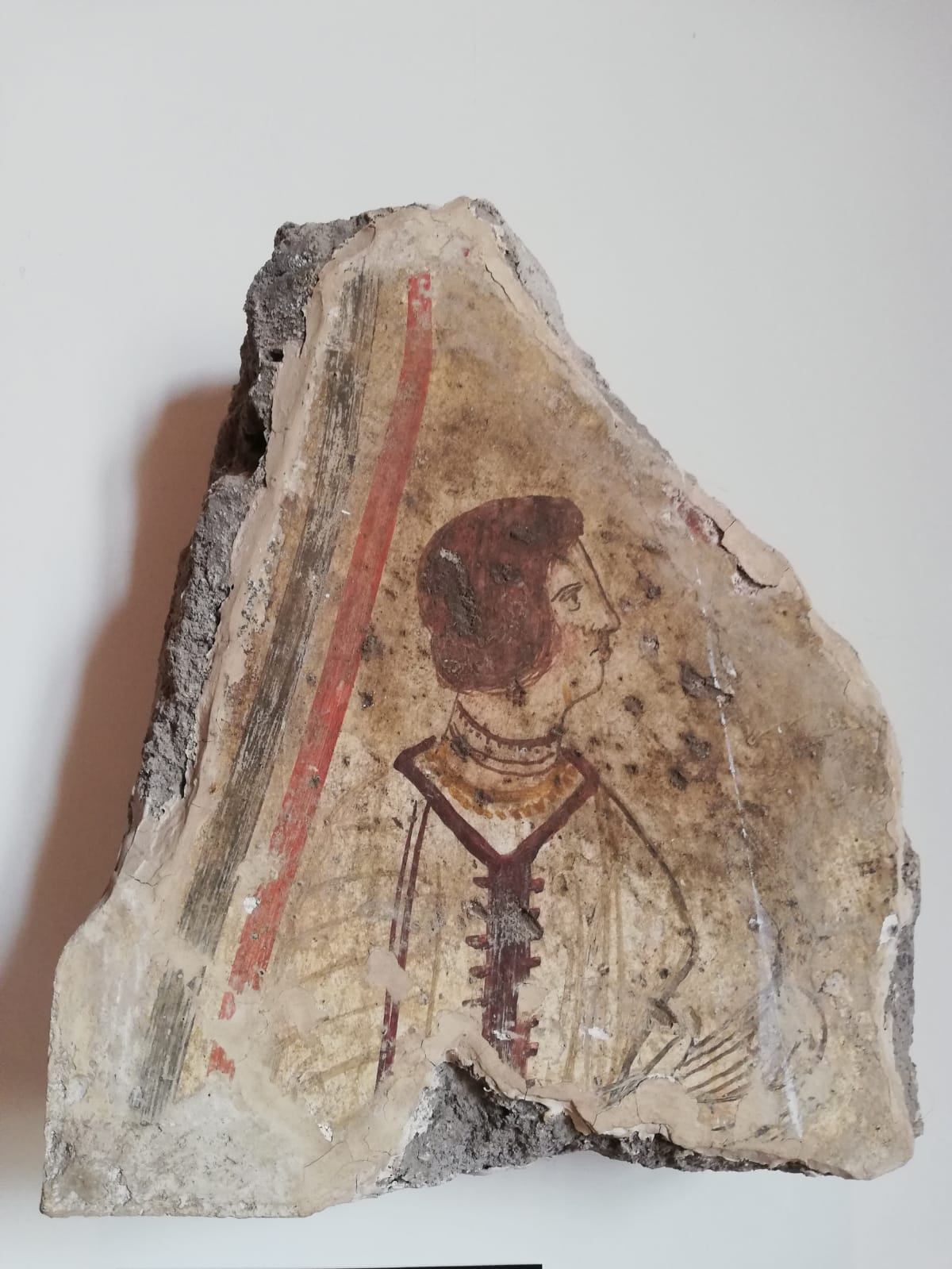
Frammento di affresco di epoca sannita

### LeMatres Matutae
Importante testimonianza di un particolare culto indigeno preromano, dedicato alla fertilità, alla protezione della madre e della sua prole, è la collezione delle Matres Matutae, dette popolarmente Madri di Capua, conservate nelle sale V e IX del museo. Provengono da ritrovamenti effettuati dapprima casualmente nel 1845, quando in occasione di lavori agricoli privati, in località Petrara (oggi nel comune di Curti), vennero ritrovati i resti di un altare con iscrizioni in osco e statue in tufo. In seguito vennero compiuti, tra il 1873 e il 1887, scavi archeologici nel sito che restituirono i resti di un vasto santuario, testimoniati da numerosissime terrecotte architettoniche e votive e da oltre 150 statue in tufo, di varie dimensioni, che raffigurano donne sedute che sorreggono uno o più neonati tra le braccia. Un'unica statua in tufo, che invece di avere figli regge una melagrana (simbolo di fecondità) nella mano destra, e una colomba (simbolo di pace) nella sinistra, è stata interpretata come la rappresentazione della divinità principale venerata nel sito, identificata tradizionalmente in Mater Matuta, divinità italica dell'aurora e delle nascite. Le restanti statue di madri raffigurano offerte votive, dedicate dai fedeli per propiziare la salute della donna e dei suoi figli. Le statue, come gli altri reperti provenienti dall'area, attestano la frequentazione del santuario ininterrottamente dal VI al I secolo a.C..
- SALA V - gli unici e pochi elementi strutturali del Tempio della Mater Matuta rinvenuti;
- SALE VI-IX - collezione delle Matres Matutae, disposte secondo criteri estetici.

### Sala X

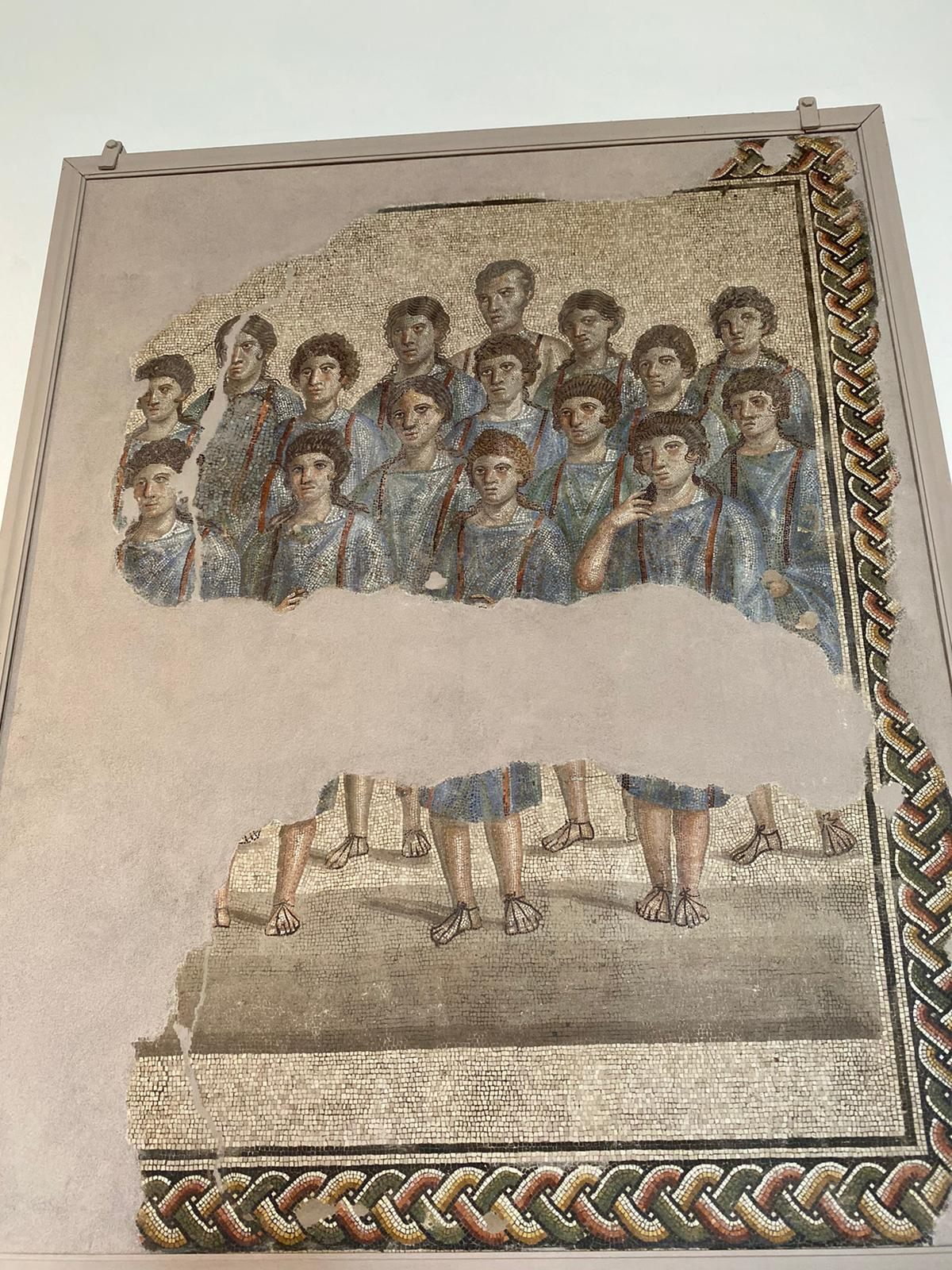
Mosaico di epoca romana

Sculture in marmo e calcare, affreschi e mosaici, tra cui spicca la statua di Diana cacciatrice e la serie di mosaici provenienti dal vicus adiacente al Tempio di Diana Tifatina (Sant'Angelo in Formis), databili tra il I secolo a.C. e il II secolo d.C.

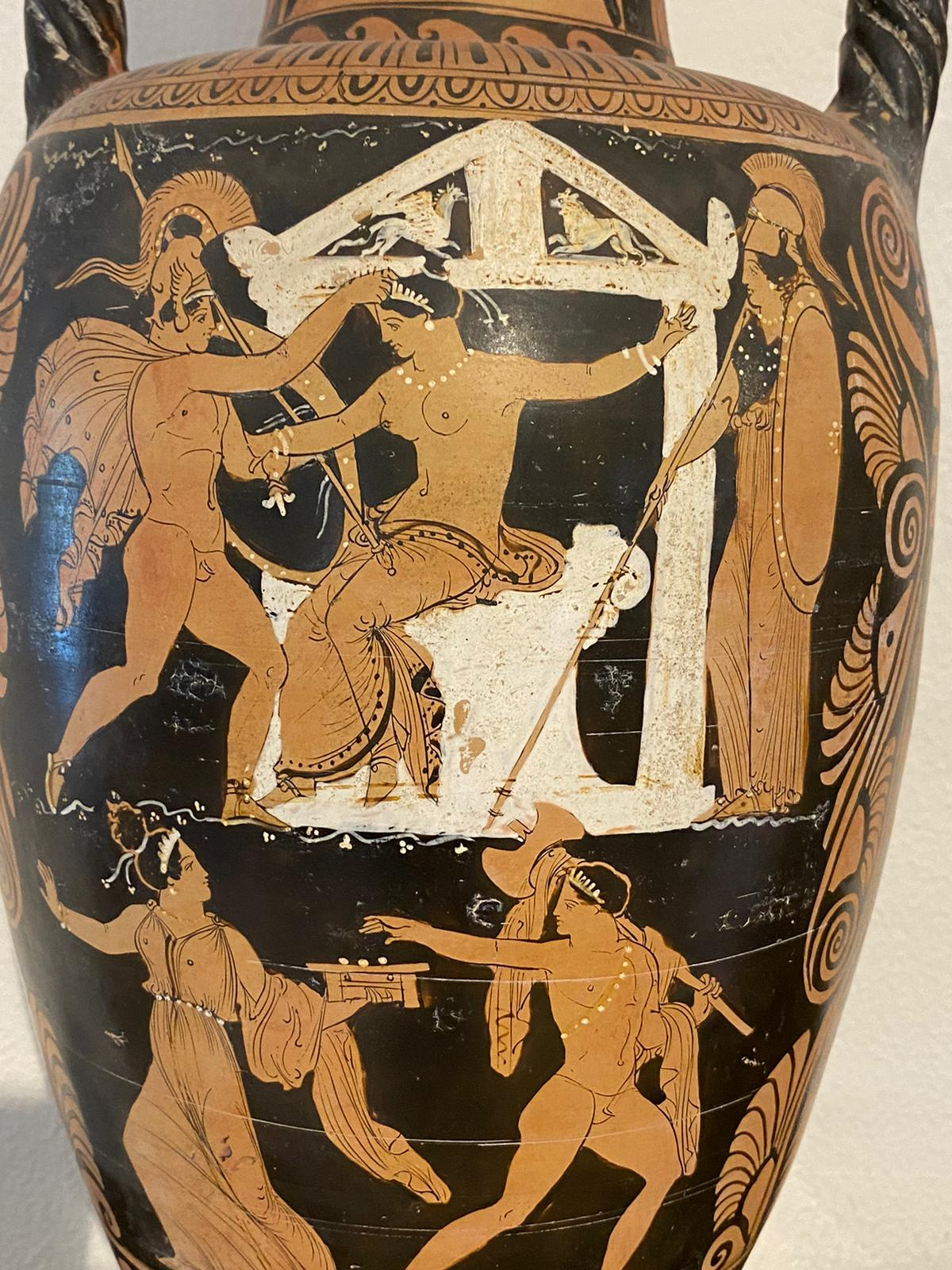
Particolare di un vaso greco

### Collezione di vasellame
Vi è anche una collezione di vasi di ogni genere ed epoca, provenienti da zone differenti di sviluppo della cultura osco-campana e delle altre culture ivi attive nei secoli.
- SALA XI - vasi corinzi del VII secolo a.C..
- SALE XII e XV - vasi greci ed italioti (secoli VI - III).

### Oggetti metallici
- SALA XIII - collezione di manufatti in bronzo, suddivise in tre gruppi: bronzi ornamentali, fibule, anelli e bracciali; bronzi di uso comune, chiavi, specchi, cinturoni; bronzi figurati e statuette.
- SALE XX e XXI - collezione di monete e medaglie di epoche differenti, dalla Magna Grecia, all'epoca romana repubblicana, dall'era longobarda, all'epoca borbonica, dallo Stato Pontificio al risorgimento.

### Le terrecotte
Altra collezione celebre del museo, è rappresentata dalla raccolta di terrecotte, di cui la maggior parte del VI-V secolo a.C., epoca della cultura italiota campana.
- SALA XVI - statue votive di notevoli dimensioni provenienti dai santuari dell'antica Capua.
- SALA XVII - teste e busti ex voto.
- SALA XVIII - figure umane di diverse dimensioni e soggetti.
- SALA XIX - terrecotte di soggetti non umani, manufatti di pietra neolitici ed eneolitici, statuine egizie ed oggetti in osso e avorio.
- SALE XXII e XXIII - terrecotte architettoniche, come antefisse, tegole semicilindriche ornamentali, ed antepagmente, lastre rettangolari ornamentali utili a protezione delle travi.

### Reparto medievale
Area dedicata alla collezione di oggetti della Capua longobarda, capitale del Principato autonomo.
- SALA XXIV - elementi architettonici prodotti tra il X ed il XIII secolo, dei quali molti ornavano chiese ed altri luoghi pubblici di Capua.
- SALA XXV - marmi preromani riutilizzati come materiale di costruzione nel periodo longobardo.
- SALA XXVI - sculture dell'epoca di Federico II di Svevia, tra le quali alcune statue e altri resti della monumentale Porta Roma in Capua (1234-1240).
- SALA XXVII - sculture e monumenti funebri rinascimentali, tra cui spicca la pietra tombale di Rinaldo Fieramosca, padre di Ettore.

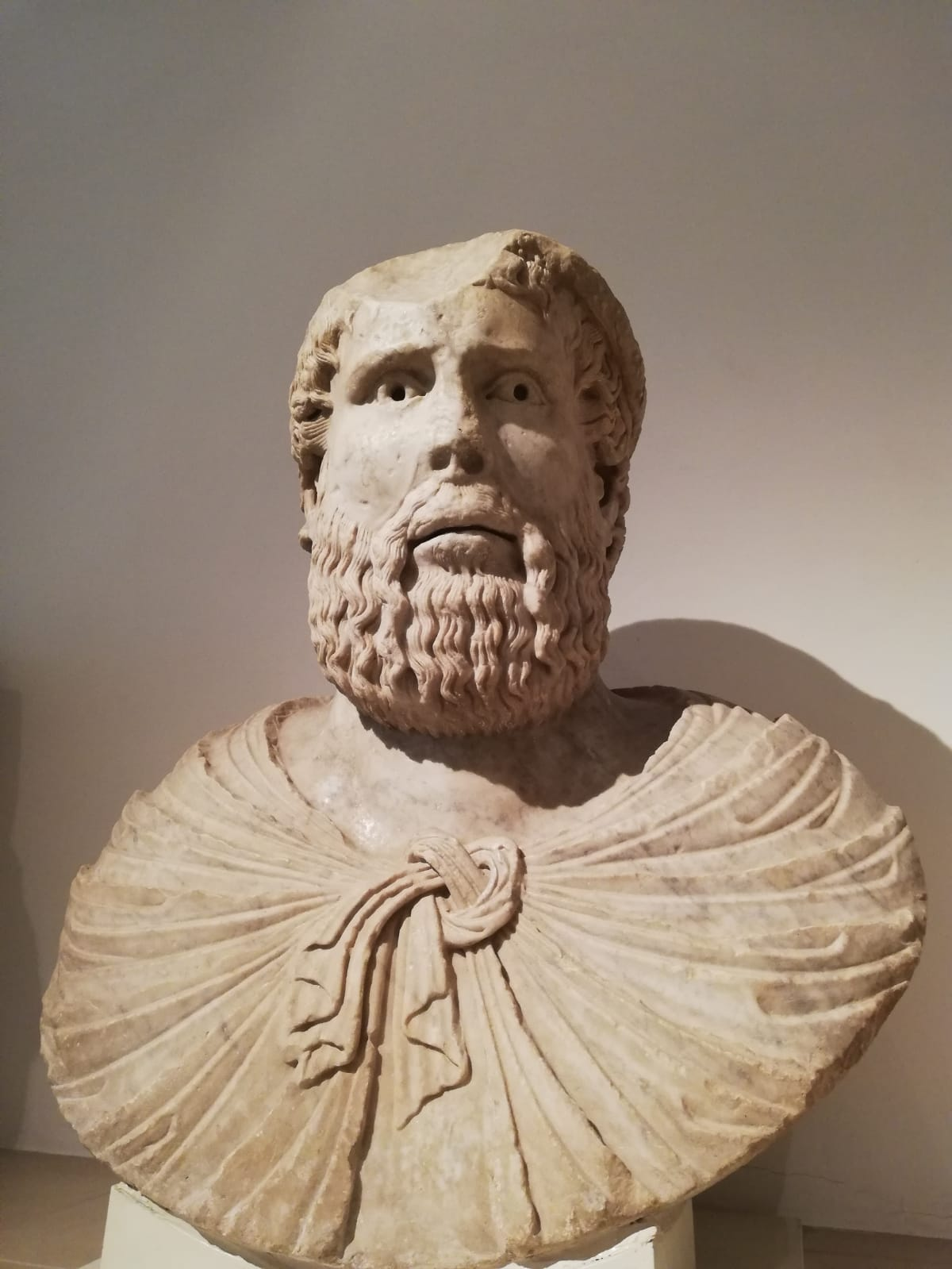
Statua di Pier della Vigna, un tempo posizionata sulla Porta di Capua.

### Pinacoteca
- SALA XXVIII - opere pittoriche prodotte in un arco di sei secoli (XIII - XVIII secolo), più due sculture policrome: un Crocifisso del XIII secolo e un'Annunciata del XVI secolo.
- SALA XXIX - auditorium del museo con stemmi delle famiglie capuane ed iscrizioni in marmo.
- SALA XXX - iscrizioni di epoca longobarda, angioina ed aragonese;
- SALA XXXI - sculture dei secoli XVI, XVII e XVIII.
- SALA XXXII - stemmi capuani e di dinastie del Regno delle Due Sicilie.

### Biblioteca
Il museo è completato da una ricca biblioteca, che conserva pergamene (circa 800) e circa 50.000 tra documenti, stampe e manoscritti provenienti da tutta la provincia, risalenti ad un periodo compreso tra il XVI secolo al XIX secolo. La biblioteca è suddivisa tra emeroteca, contenente le pubblicazioni del quotidiano Il Mattino (dal 1848) e altri quotidiani locali del XIX secolo e XX secolo, una sala topografica della zona, un archivio storico capuano (dal XV al XIX secolo), la sala Marzano con documenti storico-politici donati al museo dal senatore Giuseppe Marzano, le sale intitolate al capuano Ferdinando Palasciano con testi di medicina ad egli appartenuti e una sezione di storia moderna e contemporanea.

Nel 1970 l'avvocato Pietro Benucci ha voluto dotare il museo Campano di Capua di una raccolta libraria. La raccolta apparteneva a Bartolomeo Intieri (1676-1757).

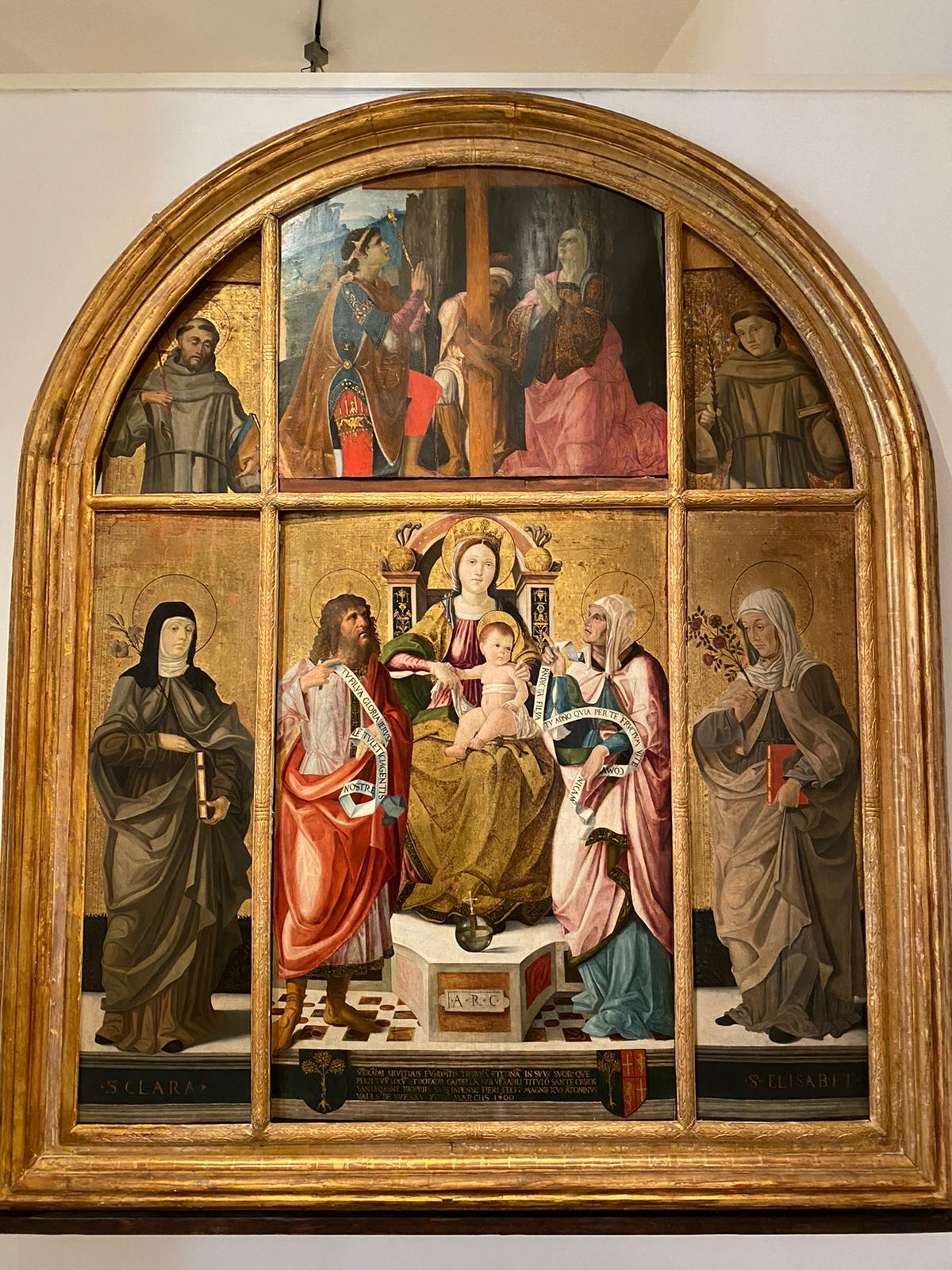
Polittico della Croce, Cristoforo Scacco di Verona